# Gudrun Baudisch-Wittke
Gudrun Margareta Maria Baudisch, später Gudrun Baudisch-Wittke (* 17. März 1907 in Pöls bei Judenburg; † 16. Oktober 1982 in Hallein) war eine österreichische Keramikerin, Bildhauerin und Malerin.

## Ausbildung
Gudrun Baudisch wurde am 17. März 1907 als Tochter des Distriktsarztes Raimund Baudisch (* 26. November 1876 in Zwittau, Mähren; † 1936) und dessen Ehefrau Rudolfine (geborene Cervonik; * 17. April 1884 in Knittelfeld; † 28. Mai 1953 in Bad Ischl) in Pöls bei Judenburg geboren und am 1. April auf den Namen Gudrun Margareta Maria getauft. Ihre Eltern hatten am 7. Mai 1906 in Weißkirchen geheiratet.
Ihre Eltern waren sehr an Kunst und Kultur interessiert. Deshalb förderten sie den Wunsch ihrer Tochter nach einem künstlerischen Beruf nach Kräften. So wurde 1922 Baudisch in die Österreichische Bundeslehranstalt für das Baufach und Kunstgewerbe in Graz aufgenommen und arbeitete hier ein Jahr in der Bildhauerklasse von Wilhelm Gösser. Vermutlich über Vermittlung der Schule volontierte sie mehrmals in der Tonindustrie Scheibbs. Die 1924 entstandenen und für Baudisch charakteristischen „Köpfe“ wurden vermutlich von den Kollegen (Vally Wieselthier, Rudolf Knörlein) im Werk Scheibbs angeregt. Ab 1923 folgte eine dreijährige Ausbildung in der Keramikklasse von Hans Adametz, 1926 erhielt sie von der Grazer Anstalt das Abschlusszeugnis.

## Frühe Arbeiten
1926 begann sie ihre Berufstätigkeit als Volontärin in der Entwurfsabteilung der Wiener Werkstätte. Bis zum Jahresende entstanden erste Modelle zu Serienkeramiken. Für die Wiener Werkstätte hat Baudisch 166 Objekte entworfen und ausgeführt. Bekannt ist der „Frauenkopf mit Schale“ von 1926, der noch viele Fortsetzungen finden sollte. 1928 gestaltete sie mit Vally Wieselthier den Einband des Festkatalogs zum 25. Jubiläum der Wiener Werkstätte. Von 1926 bis 1930 war sie als Designerin dort tätig und übte mit ihrer fast expressiven Ornamentalistik, verspielten Köpfen und bester Handwerksarbeit großen Einfluss aus. Die finanzielle Not und die kommende Weltwirtschaftskrise verhinderten aber einen Aufschwung der Keramikabteilung.
1930 konnte sie an der Werkbundausstellung des Österreichischen Werkbundes in Wien mit zwei lebensgroßen Plastiken teilnehmen. Im gleichen Jahr verließ sie auf eigenen Wunsch die Wiener Werkstätte und gründete ab 1930 mit Mario Pontoni ein gemeinsames Keramikatelier. Dieses bestand als gemeinsame Werkstatt jedenfalls bis 1936 und wurde bis 1938 als formeller Wiener Stützpunkt von Baudisch weiter geführt.
In das Jahr 1931 fällt die Heirat mit dem Ingenieur Leopold Teltscher.
Es beginnen sogenannte baukünstlerische Arbeiten und Stuckdekorationen in öffentlichen Bauten und in mehreren Kirchen. Als Mitarbeiterin des Architekten Clemens Holzmeister übernahm sie die baukünstlerische Arbeit am Präsidentenpalais Kemal Atatürks in Ankara. Von ihrer Arbeit ist die Ausstattung des Säulenhofs im Erdgeschoß des Palastes mit fünf vollplastischen Frauenfiguren aus Terrakotta erhalten, deren Gestaltung auf den Einfluss von Josef Thorak und Anton Hanak zurückgeht. Bei weiteren Bauten Clemens Holzmeisters übernahm Baudisch die Ausgestaltung mit Stuckdecken und weiteren Teilen der Innenausstattung, so in der Pfarrkirche Mariahilf in Bregenz (1930–1932) und in der Christus-Kirche in Wien (1933), die als Gedächtniskirche für den verstorbenen Bundeskanzler Ignaz Seipel gedacht war. Clemens Holzmeister ging dann aus beruflichen Gründen in die Türkei und nach Griechenland, sodass es erst 1956 wieder zu einer Zusammenarbeit zwischen ihm und Baudisch kam.
Für den „Allgemeinen Deutschen Katholikentag“ in Wien 1933 fertigte Baudisch diverse christliche Embleme, zwei Prozessionsfahnen, eine Kirchenglocke und ein Taufbecken an. 1935 entwarf sie die neue österreichische 1-Schilling-Münze. 1934 erhielt sie sowohl für den 50 Groschen- wie auch den 1 Schilling-Entwurf den 1. Preis des österreichischen Finanzministeriums. Auch am österreichischen Pavillon für die Weltausstellung in Brüssel 1935 arbeitete sie mit. Im gleichen Jahr wurde sie ordentliches Mitglied des Künstlerverbandes Österreichischer Bildhauer. Da die Zeiten wirtschaftlich schlecht waren, zog sich auch Baudisch im Sommer aufs Land in die Zinkenbacher Malerkolonie zurück.
1936 erfolgte die Scheidung von Leopold Teltscher.

## Tätigkeit in Deutschland während der NS-Zeit
1936 übersiedelte Baudisch nach Berlin. Dabei taucht auch der Name Josef Thoraks wieder auf, der sich als Künstler im Dritten Reich bereits etablieren konnte und den Baudisch bereits in Ankara kennengelernt hatte. In Deutschland waren durch die „Kunst-am-Bau-Verordnung“ seit 1934 für Künstler gute Arbeitsbedingungen gegeben, auch wenn die von dem nationalsozialistischen Regime angestrebte sogenannte „Erneuerung der Kunst“ nicht jedermanns Sache war.
Im Zuge ihrer Arbeiten für das NS-Regime lernte sie 1938 den Offizier Karl-Heinz Ewald Rudolf Wittke (1908–1978) kennen. Dieser betreute die Künstlerin bei ihrer Arbeit an der Hermann-Göring-Kaserne. Am 17. Dezember 1940 folgte die zweite Heirat mit ihm; die standesamtliche Eheschließung mit Wittke, der der Evangelischen Kirche A. B. angehörte, erfolgte am 10. Dezember 1965 in Salzburg. Ihr Ehegatte stellte sich später als kompetenter Geschäftsmann heraus, der ihr auch eine weitgehend uneingeschränkte künstlerische Tätigkeit ermöglichte. Von dem ersten größeren Honorar erwarb Baudisch 1937 ein Haus in Hallstatt (Hallstatt Nr. 16, „Zoblisches Wohnhaus“), das von der jüdischen Familie Alfred Eichmanns im Zuge der „Arisierung“ verkauft werden musste.
Baudekorative Arbeiten (Stuckdecken und -wände, Kamingestaltung) führte Baudisch im Schloss Hakenburg aus, das von dem Reichspostminister Ohnesorge als privater Wohnsitz genutzt wurde. Auch stattete sie das italienische Generalkonsulat und die spanische Botschaft im Auftrag der Reichsbaudirektion aus. Ihre Arbeit war aber nicht auf Berlin beschränkt; Aufträge erhielt sie auch für Schwerin, Posen, Hamburg und Nürnberg, das sogenannte Tannenberg-Denkmal in Ostpreußen wurde von ihr mit einer Terrakottawand mit Emblemen der Luftwaffe ausgestattet.

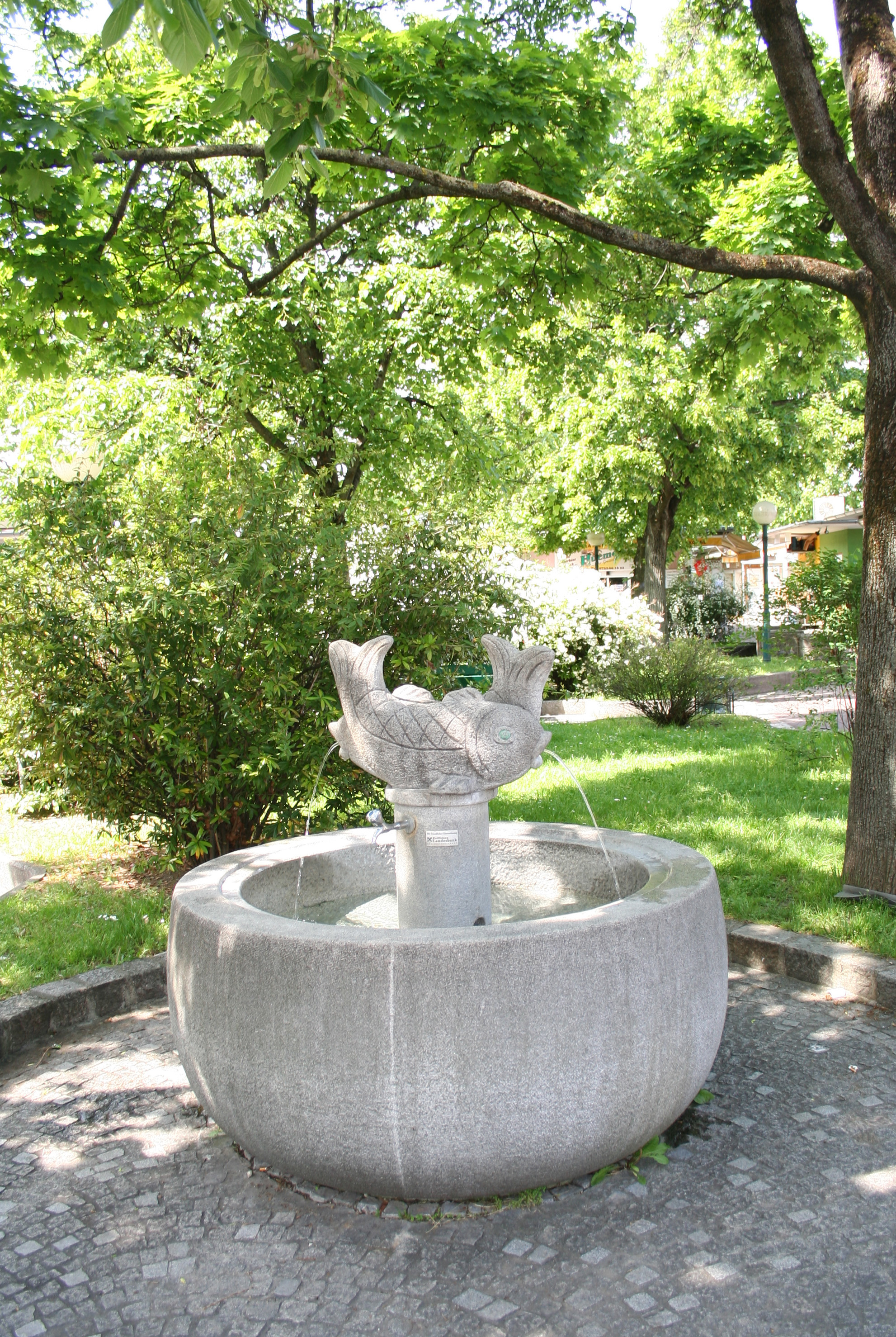
Fischbrunnen in Linz von Gudrun Baudisch

## Tätigkeit in Österreich der Nachkriegszeit
1944 übersiedelte Baudisch mit ihrem Mann nach Hallstatt. 1945/46 gründete Baudisch die Werkstätte „Keramik Hallstatt“, anfangs auch „Hallstatt-Keramik“ oder „Hallstätter Keramik“ genannt, die sie bis 1977 (Übergabe an Erwin Gschwandtner, jetzt im Besitz seiner Söhne) auch leitete. In deren Kunsttöpferei entstanden Originale und Serien. Gleichzeitig lieferte Baudisch Entwürfe für Formen und Dekore an die „Gmundner Keramik“. Am 30. Juni 1947 legte sie die Meisterprüfung für das Töpferhandwerk ab; bereits vorher, nämlich am 30. April 1947, hatte sie den Gewerbeschein für das Töpferhandwerk bekommen. Die Arbeiten sind eher auf den kommerziellen (Gebrauchskeramik, Kachelöfen) und nicht den künstlerischen Erfolg der Produkte ausgerichtet. Eine Ausnahme ist ein berühmtes Mokkaservice, dessen skandinavisch wirkendes Design Baudisch zusammen mit der russischstämmigen Architektin Anna-Lülja Praun (1906–2004) entwickelt hatte.
Auch Wolfgang von Wersin, der im benachbarten Bad Goisern wohnte, konnte sie dazu bringen, Geschirr zu entwickeln. 1952 traten beide der Künstlergruppe MAERZ bei; beide waren Verfechter des Werkbundgedankens und als Wersin auf der Generalversammlung des Oberösterreichischen Werkbundes sein Amt zur Verfügung stellte, wurde sie zu seiner Nachfolgerin gewählt.
Als größeres Werk entstand 1948 die Stuckdecke für das Kurheim in Bad Gastein. Eine zwischen 1951 und 1954 geplante Stuckdecke für das zerstörte Goldkabinett im Oberen Belvedere kam nicht zur Ausführung. 1954 erhielt sie einen Auftrag für die Stuckausstattung der Decke im Zuschauerraum des Wiener Burgtheaters; aus gesundheitlichen Gründen musste sie den Auftrag aber an Hilda Jesser-Schmid übergeben.
1959–1966 schuf sie, wieder in Zusammenarbeit mit Clemens Holzmeister, den keramischen Raumschmuck des Großen Festspielhauses in Salzburg. 1980 entstand für das ORF-Studio Salzburg die Plastik der „Porzellanbaum“. Das Baummotiv hatte sie bereits in anderen Arbeiten variiert (z. B. Lebensbaum am Gutshof Holzleiten in Rüstdorf)

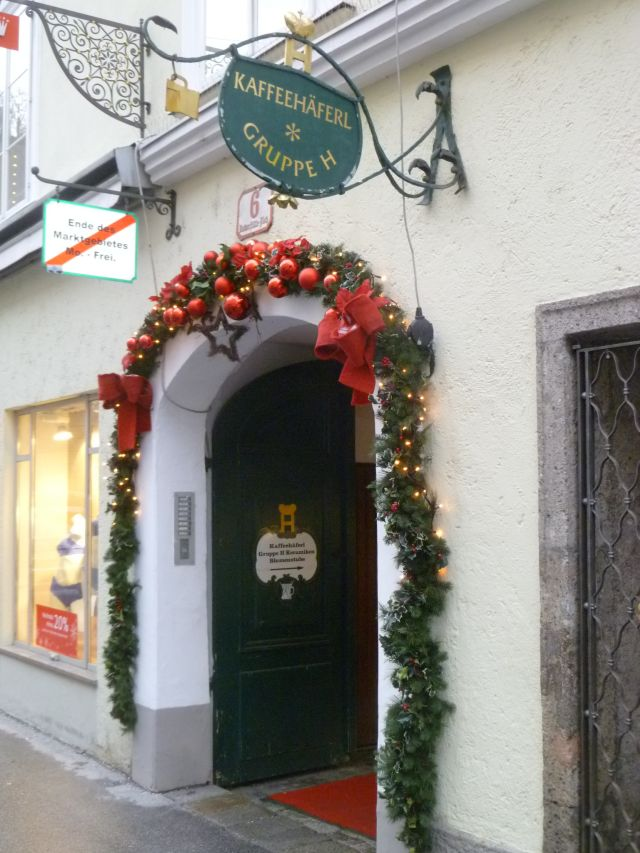
Firmenschild der Gruppe H auf dem Salzburger Universitätsplatz

1968 gründete sie zusammen mit Johannes Hohenberg, der 1968 die Gmundner Keramik übernommen hatte, die Werkgemeinschaft „Gruppe H“ (H steht für Hallstatt und Hohenberg). 1969 wurde das Verkaufslokal der „Gruppe H“ in Salzburg (in einem Durchhaus am Universitätsplatz 6) gegründet. Das Firmenschild ist aus nostalgischen Gründen immer noch am Haus zu finden, obwohl das Geschäft bereits 1982 eingestellt wurde.
1974 erfolgte ein Umzug nach Salzburg. Hier lebte sie bis zu ihrem Tode zusammen mit ihrem Mann in einer kleinen Altstadtwohnung am Universitätsplatz; zudem hatte sie sich im Stadtteil Riedenburg ein Atelier eingerichtet, in dem sie weiterhin ihren Tonarbeiten nachgehen konnte. Am 16. Oktober 1982 starb Baudisch-Wittke 75-jährig in Hallein.

## Werke (Auswahl)

1-Schilling-Münze 1934

- um 1961 Keramischer Fischbrunnen in der Dr.-Ernst-Koref-Schule in Linz
- 1934/35 Wertseite der 50-Groschen- und 1-Schilling-Münze[3]

## Auszeichnungen (Auswahl)
- 1934 1. Preis beim Münzwettbewerb des Österreichischen Finanzministeriums
- 1961 Berufstitel Professor
- 1962 Bayerischer Staatspreis der Handwerkskammer München
- 1964 Silberne Medaille auf der internationalen Keramikausstellung in Prag
- 1965 Goldmedaille auf der XXIII. Internationalen Keramikausstellung in Faenza
- 1971 Ehrenbürgerin von Hallstatt